# Habronyx carmonai
Habronyx carmonai är en stekelart som beskrevs av Ian D. Gauld och Bradshaw 1997. Habronyx carmonai ingår i släktet Habronyx och familjen brokparasitsteklar. Inga underarter finns listade i Catalogue of Life.